# Exum Glacier
Exum Glacier är en glaciär i Antarktis. Den ligger i Västantarktis. Inget land gör anspråk på området. Exum Glacier ligger 1 428 meter över havet.
Terrängen runt Exum Glacier är varierad. Trakten är obefolkad. Det finns inga samhällen i närheten. 